# Domancy
Domancy es una comuna y localidad francesa situada en la región Ródano-Alpes, en el departamento de Alta Saboya, en el distrito de Bonneville. Limita con la comuna de Sallanches. Está situada en el valle del Arve, frente al Mont-Blanc.
En Domancy está la sede internacional de la firma de material de montañismo Quechua.

## Demografía
| 920 | 977 | 1033 | 1210 | 1527 | 1710 |
| Para los censos de 1962 a 1999 la población legal corresponde a la población sin duplicidades (Fuente: INSEE [Consultar]) |     |      |      |      |      |